# كيم مكاي
كيم مكاي (بالإنجليزية: Kim McKay)‏ هي مديرة متحف ‏ وعالمة بيئة أسترالية، ولدت في 1959.